# Let It Bleed
Albums de The Rolling Stones
Through the Past, Darkly (Big Hits Vol. 2)
(1969) Get Yer Ya-Ya's Out! The Rolling Stones in Concert
(1970)
Singles
1. Honky Tonk Women / You Can't Always Get What You Want
Sortie : 4 juillet 1969

Let It Bleed est le huitième album studio des The Rolling Stones, sorti le 5 décembre 1969. C'est le dernier album studio du groupe édité par le label Decca et le seul auquel six membres officiels du groupe ont participé, Mick Taylor remplaçant Brian Jones, décédé au milieu des sessions d'enregistrement.
Produit par Jimmy Miller comme pour l'album précédent Beggars Banquet sorti un an plus tôt, il présente de fortes influences de blues et de country. Il contient deux des chansons les plus connues du groupe : Gimme Shelter et You Can't Always Get What You Want. La couverture surréaliste est de Robert Brownjohn, inspiré du titre provisoire de l'œuvre, "Automatic Changer" ("tourne-disque automatique").
L'album atteint la troisième place du classement américain Billboard Pop Albums, tandis qu'il atteint la première place des classements britanniques. Il est considéré comme l'un des meilleurs enregistrements du groupe ("leur grand chef-d'œuvre", selon les mots du critique musical Stephen Davis). En 2003, le magazine Rolling Stone l'a placé à la 32e place de sa liste des 500 plus grands albums de tous les temps.

## Historique

### Premières sessions avec Brian Jones

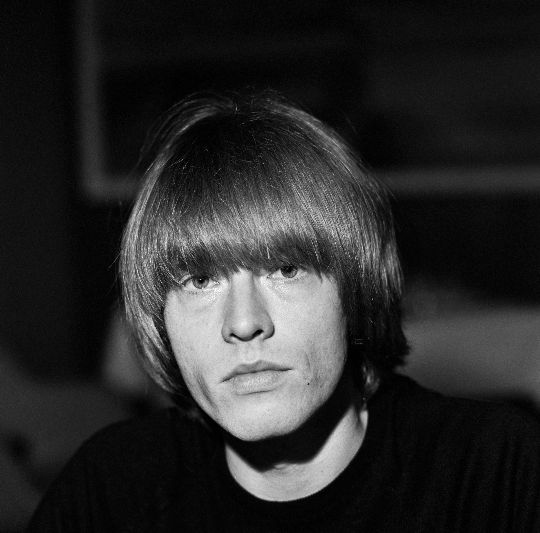
Brian Jones n'intervient que sur deux chansons de l'album, décédant avant sa publication.

L'album est enregistré entre février et novembre 1969, à l'exception de la chanson You Can't Always Get What You Want, dont les sessions d'enregistrements commencent les 16 et 17 novembre 1968, avant même la sortie de Beggars Banquet, aux Olympic Studios de Londres avec le producteur Jimmy Miller et l'ingénieur du son en chef Glyn Johns.
À partir du 10 février 1969, les Stones, la plupart du temps sans Brian Jones, reviennent aux Olympic Studios pour commencer l'enregistrement de leur huitième album studio. Ils y resteront un premier temps jusqu'à fin mars et travailleront principalement sur les titres Love in Vain, Sister Morphine et Honky Tonk Women.
Début avril, Mick et Keith prennent quelques jours de vacances à Positano en Italie, ils en profitent pour composer Midnight Rambler et Monkey Man avant de retourner en studio à partir du 17 avril.

### Remplacement de Jones par Mick Taylor
C'est le 31 mai que Mick Taylor rejoint les Stones, et le 8 juin que les Stones se séparent définitivement de Brian Jones, ce qui fait de Mick Taylor son remplaçant officiel.
Brian Jones n'apparaît que sur deux titres : il joue de l'autoharpe sur You Got the Silver et des percussions sur Midnight Rambler. Jones avait maintes fois échoué à être présent avec le groupe l'année précédente, et ses problèmes avec le système judiciaire britannique l'empêchent d'obtenir un visa pour se rendre aux États-Unis, mettant ainsi en péril les éventuelles tournées des Stones dans ce pays. Pour toutes ces raisons, il est renvoyé du groupe en juin 1969. Jones meurt dans sa piscine le 3 juillet, quatre mois avant la parution de l'album. L'autopsie détermine qu'il est mort par noyade sous l'influence de drogues. 

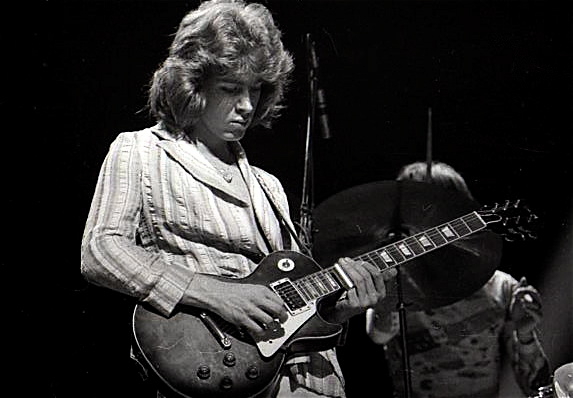
Let It Bleed est le premier album du groupe avec le guitariste Mick Taylor.

Mick Taylor, qui était guitariste de John Mayall & The Bluesbreakers, remplace Jones sur deux titres de l'album, à savoir Country Honk et Live with Me. Country Honk, aux accents country, est celle enregistrée en premier, et c'est sous l'impulsion de Mick Taylor que les Rolling Stones décident d'en enregistrer une version plus rock sous le titre Honky Tonk Women publiée en 45 tours. Ce single sort le 4 juillet ; sa face B est une version de You Can't Always Get What You Want plus courte que celle qui figurera sur l'album (5 minutes au lieu de 7 minutes 30).
Keith Richards chante pour la première fois en solo sur une chanson du groupe, You Got the Silver. Keith avait auparavant partagé ce rôle avec Mick Jagger sur quelques titres : Connection et Something Happened to Me Yesterday sur l'album Between the Buttons, puis Salt of the Earth sur l'album Beggars Banquet. Le London Bach Choir participe au morceau You Can't Always Get What You Want, mais cet ensemble vocal essaiera plus tard de se dissocier publiquement de l'album en raison des multiples références à la drogue qu'il comporte.
Le 5 juillet, le groupe doit donner un concert gratuit à Hyde Park pour présenter le remplaçant de Jones, Mick Taylor, dont ce sera le premier concert avec le groupe, et pour promouvoir de nouvelles chansons, notamment le single Honky Tonk Women sorti la veille au Royaume-Uni. L'événement devient finalement un hommage à l'ex-guitariste du groupe, mort deux jours plus tôt dans sa piscine. Les membres se séparent ensuite le temps des vacances d'été.

### Dernières sessions
Après le concert, le groupe se met en pause durant l'été, car Mick Jagger se rend en Australie pour participer au tournage du film Ned Kelly, portant sur un célèbre hors-la-loi australien. Sa petite amie de l'époque, Marianne Faithfull, devait également participer au film, mais doit y renoncer en raison d'une overdose qui la plonge dans le coma. Elle est alors transférée en Suisse, où elle poursuit sa convalescence. Il faudra attendre la mi-septembre pour voir le retour du groupe en studio à Londres. Le retour de Jagger d'Australie mi-septembre coïncide avec la sortie du deuxième volume à succès du groupe, Through the Past, Darkly (Big Hits Vol. 2).
La fin de l'enregistrement se fait à Los Angeles fin octobre dans les studios Elektra et Sunset Sound Recorders où l'album est mixé, alors que les Stones se préparent pour la tournée. Ces parties incluent des overdubs de différents musiciens invités : Merry Clayton (sur Gimme Shelter), Byron Berline (sur Country Honk), et Bobby Keys et Leon Russell (sur Live with Me). Enfin, en octobre 1969, une version inédite de I Don't Know The Reason Why est également enregistrée à Los Angeles avec la participation de Mick Taylor.

### Tournée américaine et tragédie d'Altamont
Le groupe reste aux États-Unis pour effectuer une tournée en novembre et décembre pendant laquelle l'album sortira sur le territoire américain, le 29 novembre 1969. Lorsqu'il sort en Europe, 6 jours plus tard, les Stones travaillent déjà sur son successeur Sticky Fingers dans les studios Muscle Shoals à Florence en Alabama. Durant la tournée, les Stones partagent la scène avec des artistes tels que Chuck Berry, B. B. King, Ike and Tina Turner ou Terry Reid. Le matériel enregistré lors des concerts de Baltimore et de New York, notamment au Madison Square Garden est utilisé sur l'album live Get Yer Ya-Ya's Out!. Sorti l'année suivante, il contient des chansons de Beggars Banquet et de Let It Bleed, ainsi que des reprises des chansons de Berry Carol (présent sur l'album The Rolling Stones de 1964) et Little Queenie.
Le point culminant de la tournée est le concert gratuit à Altamont, en Californie, qui se tient le lendemain de la sortie de Let It Bleed. Cet événement est conçu par le groupe comme un "Woodstock de la côte ouest" (des États-Unis). En plus des Stones, Carlos Santana, Jefferson Airplane, The Flying Burrito Brothers et Crosby, Stills and Nash (and Young) se produisent au festival. La participation de Grateful Dead, initialement prévue, n'a finalement pas lieu. Les concerts se déroulent dans un climat de violence généralisée, motivé principalement par l'attitude du gang de motards Hell's Angels, engagés pour assurer la sécurité. Les incidents tragiques entrainent trois décès accidentels et la mort délibérée d'un jeune homme près de la scène, poignardé à mort par un membre des Hell's Angels lors du concert des Stones. Cet évènement met fin aux années 1960 et à sa contre-culture.

## Caractéristiques artistiques

### Analyse musicale
Comme Beggars Banquet l'année précédente, l'album marque un retour aux racines du groupe dans la musique blues et une reprise de nombreux éléments utilisés au cours de la période de leur carrière avant la sortie d'Aftermath (1966). Sa principale source d'inspiration lors de la série d'albums à laquelle appartient Let It Bleed est le roots rock. Ainsi, l'influence du gospel est évidente dans des chansons comme Gimme Shelter ou You Can't Always Get What You Want, celle de Hank Williams et Jimmie Rodgers dans Country Honk, et du blues de Chicago dans Midnight Rambler. De même, le country blues est présent dans You Got The Silver et Love In Vain, tandis que le country rock apparaît dans Let It Bleed.
Selon Don Heckman du New York Times, Let It Bleed est un album de hard rock et de blues "intense" et "passionnellement érotique" influencé par la musique afro-américaine. Richie Unterberger, critique pour AllMusic, déclare que le disque "étend le sentiment rock et bluesy de Beggars Banquet à un rock légèrement plus dur, à un territoire sexuel plus démoniaque". James McNair du magazine Mojo estime que l'œuvre met l'accent sur un country blues « mondain ».
Au cours de leurs expériences sonores au milieu des années 1960, le groupe a développé une manière éclectique dans les arrangements musicaux. La guitare slide est bien présente, toujours jouée par Richards. Sur l'album, l'instrument est présent sur toutes les chansons sauf Gimme Shelter, Live With Me et You Can't Always Get What You Want, offrant une véritable sensation bluesy à l'ensemble de l'œuvre. De plus, tout un casting de musiciens de studio agrémente les chansons avec divers instruments. Outre les performances obligatoires au piano (par Ian Stewart et Nicky Hopkins), l'enregistrement comprenait du violon traditionnel (Byron Berline), de la mandoline (Ry Cooder), de l'orgue et du cor (Al Kooper), ainsi que du vibraphone (Bill Wyman) et de l'autoharpe. (Wyman, Jones). Plus importants, cependant, sont les débuts avec le groupe du saxophoniste de renom Bobby Keys (sur Live With Me), un musicien qui joue un rôle clé en insufflant aux arrangements du groupe un fond soul et jazzy, comme le guitariste Mick Taylor, qui reprend la guitare solo avec une maîtrise technique, menant le groupe à un son rock plus dur à la fin des années 1960 et au début des années 1970.
En général, les paroles de l'album traitent de la vie dans les années 1960. Il y a des commentaires sur des problèmes sociaux tels que la guerre du Vietnam (dans Gimme Shelter), ainsi que sur le mouvement hippie, la culture de la drogue et la politique (dans Gimme Shelter et You Can't Always Get What You Want). Les paroles de l'album sont souvent soulignées comme ayant un courant sous-jacent violent et cynique. En même temps, cependant, il y a aussi un thème de l'amour, présent comme sombre (dans Love In Vain, écrit par Robert Johnson), réconfortant (You Got The Silver, écrit par Richards), sensuel (Let It Bleed) ou comique (Live With Me).

### Contenu

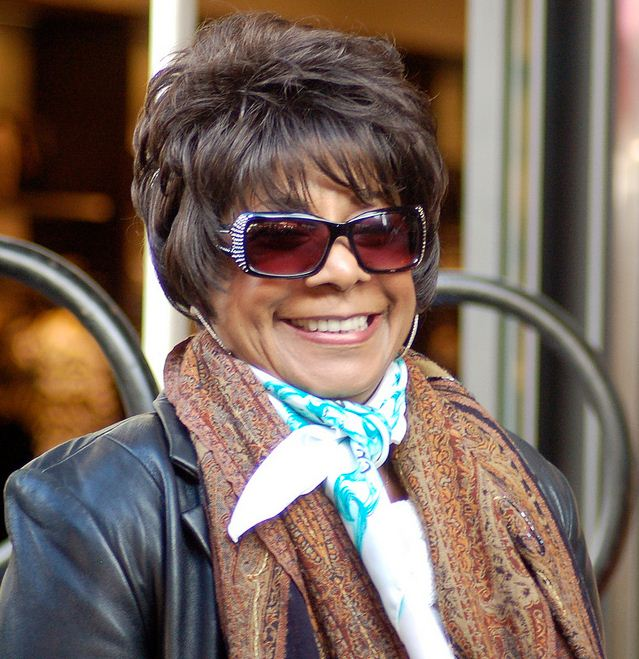
Merry Clayton chante avec Mick Jagger sur Gimme Shelter.

L'album débute par Gimme Shelter, une chanson aux allusions à la guerre, au meurtre ou au viol, menaces dont les paroles invitent à se réfugier. Dans une interview de 1995 avec le magazine Rolling Stone, Jagger a déclaré que les événements violents de l'époque, comme la guerre du Vietnam, avaient une forte influence sur le disque. Il a notamment qualifié ce thème de "chant de la fin du monde, de l'apocalypse". À l'initiative du producteur, le groupe a invité la chanteuse de gospel Merry Clayton à participer au chant. L'appréciation de cette chanson s'est accrue au fil des années : en 2004, le magazine Rolling Stone inclut la composition à la 38e place de sa liste Rolling Stone des 500 plus grandes chansons de tous les temps. Gimme Shelter est aussi le titre d'un documentaire de 1970 sur la tournée américaine du groupe qui finit par reprendre les incidents d'Altamont.
Le morceau suivant est la reprise Love in Vain, un blues de Robert Johnson qui parle d'amour non partagé. Le thème a reçu un air plus country et des accords sont ajoutés. La paternité n'est pas attribuée à Johnson, mais à Woody Pane, un pseudonyme utilisé pour le musicien par l'une de ses maisons de disques. Ce fait soulève la controverse (comme cela s'est produit dans Beggars Banquet avec la version de Prodigal Son). La première face continue avec Country Honk, une version country du single du groupe Honky Tonk Women, qui est sorti en single en juillet de cette année-là et a dominé les classements américains et britanniques. Bien que Country Honk soit sorti plus tard, l'utilisation d'un arrangement country est l'idée originale du groupe pour cette composition. En 1968, Richards avait fait une tournée à Londres en compagnie de Gram Parsons, qui avait quitté The Byrds à la veille d'une tournée sud-africaine. Parsons a eu un impact significatif sur le goût de Richards pour la musique country. Il est possible que le groupe ait enregistré cette chanson en raison de son influence. Parsons fait quelques arrangements pour Country Honk et fait venir le violoneux Byron Berline pour l'aider sur le morceau. Les premiers vers des paroles sont modifiés en faisant en sorte que l'action se déroule à Jackson, Mississippi, au lieu de Memphis, Tennessee.
Live with Me est une chanson rock qui semble décrire le style de vie décadent du groupe. Cela marque le début de la collaboration du saxophoniste Bobby Keys avec le groupe, qui participera à d'autres chansons à succès du groupe, telles que Brown Sugar. C'est l'une des deux chansons dans lesquelles Mick Taylor est intervenu. De plus, la basse est jouée par Keith Richards, en remplacement de Bill Wyman. Let It Bleed, qui traite de la question du soutien émotionnel avec des allusions au sexe et à la drogue, clôt la première face de l'album.
La deuxième face commence par Midnight Rambler, inspiré de l'histoire d'Albert DeSalvo, qui a avoué être l'étrangleur de Boston. Ce titre est composé par Jagger et Richards lors de vacances dans la ville italienne de Positano. La chanson se déroule de manière très cinématographique et intrigante. Dans un premier temps, les paroles parlent du tueur en série à la troisième personne, mais dans la seconde partie, Jagger assume progressivement son rôle. Ce thème est interprété à plusieurs reprises par les Stones en concert comme celle présente sur l'album live Get Yer Ya-Ya's Out! en 1970. Le morceau suivant est You Got the Silver, chanté par Richards et présente dans le film Zabriskie Point de Michelangelo Antonioni. Monkey Man est une chanson étrange du groupe dans laquelle Jagger crie "tous mes amis sont des junkies". Ses paroles font la satire de l'image publique et du style de vie du groupe. L'album se conclut par You Can't Always Get What You Want, la face B du single Honky Tonk Women. La chanson comporte des arrangements à vent d'Al Kooper et la collaboration du London Bach Choir. Les membres de ladite chorale se sont scandalisés lorsqu'ils ont vérifié les multiples allusions à la drogue que contient le disque auquel ils ont participé. Le producteur Jimmy Miller a remplacé le batteur Charlie Watts sur cette chanson, car ce dernier n'était pas capable de jouer le motif rythmique du morceau.
Dans une critique pour le magazine Rolling Stone au moment de la sortie de l'album, Greil Marcus déclare que les chansons au milieu de l'album sont "fantastiques", mais que Gimme Shelter (situé au début de l'album) et  ou Can't Always Get What You Want (à la fin) "semblent avoir plus d'importance" car "ils essaient tous les deux d'atteindre la réalité et finissent par y faire face, maîtrisant presque ce qui est réel, ou comment la réalité sera perçue comme les années passent."

### Pochette et disque
A l'origine, Jagger demande à l'artiste néerlandais M. C. Escher de concevoir la pochette de l'album, mais il refuse,. La pochette surréaliste est finalement réalisée par Robert Brownjohn. Selon Bill Wyman, son thème est inspiré par le titre provisoire de l'œuvre, "Automatic Changer" ("tourne-disque automatique"). On y voit des figurines qui représentent les cinq membres du groupe sur un gâteau de mariage. La dernière couche du gâteau, la seule sucrée, est préparée par Delia Smith, une cuisinière britannique qui deviendra populaire dans son pays en présentant des programmes télévisés. Les étages inférieurs sont constitués d'un pneu, d'une pizza, d'un panneau d'horloge et d'une boîte de bande magnétique. L'ensemble se trouve au-dessus d'un tourne-disque sur lequel le disque joue. Au dos de la couverture, le montage est montré déchiré, avec un morceau de gâteau découpé. Curieusement, la liste des chansons qui apparaît au dos de celui-ci ne suit pas l'ordre de l'enregistrement. Brownjohn affirmé qu'il avait modifié la liste pour des raisons esthétiques. De plus, à l'intérieur, vous pouvez lire la recommandation suivante : "Cet enregistrement doit être joué à un volume fort." La pochette de Let It Bleed était l'une des dix choisies par le Royal Mail pour un ensemble de timbres-poste appelé "Classic Album Cover", émis en janvier 2010,.

## Parution et réception
Let It Bleed devait initialement sortir en juillet 1969. Bien que Honky Tonk Women soit sorti en single ce mois-là, l'album a lui-même subi de nombreux retards, pour finalement sortir en décembre 1969, après la fin de la préparation pour la tournée américaine. L'album sort le 5 décembre 1969. Il se classe rapidement à la première place des classements britanniques le 20 décembre 1969 détrônant pour une semaine l'album des Beatles, Abbey Road. En France aussi il atteindra la première place des charts où il restera classé pendant 53 semaines. Aux États-Unis, il se classa 3e au Billboard 200 où il est certifié disque d'or au cours du mois, puis disque de platine en 1989. Let It Bleed s'est vendu à plus de 7 millions d'exemplaires dans le monde depuis sa sortie en 1969.
L'album a également été très bien accueilli par la critique. L'album est le second du groupe produit par Jimmy Miller et fait partie de la série de quatre albums considérée comme l'apogée artistique des Rolling Stones (avec Beggars Banquet (1968), Sticky Fingers (1971) et Exile on Main St. (1972)). Steven Van Zandt les qualifie de « deuxième grande période » des Stones et la « meilleure série d'albums de tous les temps ». Le magazine Rolling Stone place l'album en 32e position de ses classements en 2003 et en 2012 des 500 plus grands albums de tous les temps, soit le second meilleur album du groupe après Exile on Main St.. Il est également cité dans l'ouvrage de référence de Robert Dimery Les 1001 albums qu'il faut avoir écoutés dans sa vie ainsi que dans un grand nombre d'autres listes.
Dans une revue rétrospective, le magazine NME fait l'éloge des différentes directions musicales de l'album et l'a qualifié de "classique". Dans sa critique 5 étoiles pour Rolling Stone en 2004, Gavin Edwards fait l'éloge du jeu de guitare de Keith Richards tout au long de l'album, déclarant: "Qu'il soit spirituel, monstrueux ou viscéral, les Stones se sont assurés que vous vous sentiez rentré chez vous couvert de sang." Jason McNeil de PopMatters écrit que Beggars Banquet et Let It Bleed sont "les deux plus gros albums que le groupe (ou qui que ce soit) ait jamais faits".
En 2005, l'album reçoit le Grammy Hall of Fame Award.
Let It Bleed est le dernier album des Stones à être sorti en version mono. Cependant, il s'agit simplement d'une fusion de la version stéréo, malgré l'inclusion de l'album sur la compilation 2016 The Rolling Stones in Mono. Let It Bleed est ressorti aux États-Unis en CD remasterisé en 1986. En août 2002, il a été réédité à nouveau sous forme de CD remasterisé. et en tant que Super Audio CD au format digipak par ABKCO Records. Enfin, Universal Music Enterprises a présenté une version sur SHM-Super Audio CD exclusivement pour le Japon en 2010. En 2019, ABKCO publie une nouvelle version remastérisée de l'album à l'occasion de ses cinquante ans.

## Liste des chansons
Face 1
Toutes les chansons sont écrites et composées par Mick Jagger et Keith Richards, sauf mention contraire.
| No | Titre         | Auteur         | Durée |
| -- | ------------- | -------------- | ----- |
| 1. | Gimme Shelter |                | 4:36  |
| 2. | Love in Vain  | Robert Johnson | 4:19  |
| 3. | Country Honk  |                | 3:07  |
| 4. | Live with Me  |                | 3:31  |
| 5. | Let It Bleed  |                | 5:27  |

Face 2
| No | Titre                              | Durée |
| -- | ---------------------------------- | ----- |
| 6. | Midnight Rambler                   | 6:53  |
| 7. | You Got the Silver                 | 2:52  |
| 8. | Monkey Man                         | 4:10  |
| 9. | You Can't Always Get What You Want | 7:33  |

## Personnel

### The Rolling Stones
- Mick Jagger - chant sauf sur (7), chœurs sur (1, 3, 8), harmonica sur (1, 6)
- Keith Richards - guitare électrique sauf sur (3), guitare acoustique sur ((2, 3, 5, 7, 9), basse sur (4), chant sur (7), chœurs sur (1, 3, 8)
- Mick Taylor - guitare slide sur (3), guitare rythmique sur (4)
- Brian Jones - autoharpe sur (7), percussions sur (6)
- Bill Wyman - basse sauf sur (4), autoharpe sur (5), vibraphone sur (8)
- Charlie Watts - batterie sauf sur (9)

### Musiciens supplémentaires
- Nicky Hopkins - piano sur (1, 4, 7, 8), orgue sur (7)
- Ian Stewart - piano sur (5)
- Leon Russell - piano et arrangements des cuivres sur (4)
- Byron Berline - fiddle (3)
- Ry Cooder - mandoline sur (2)
- Al Kooper - cor, piano et orgue sur (9)
- Jimmy Miller - percussions sur (1), tambourin sur (8), batterie sur (9)
- Rocky Dijon - percussions sur (9)
- Bobby Keys - saxophone ténor sur (4)
- Merry Clayton - Chœurs sur (1)
- Nanette Workman - chœurs sur (3, 9) - créditée comme Nanette Newman sur l'album
- Doris Troy et Madeline Bell - chœurs sur (9)
- The London Bach Choir - chœurs sur (9)
- Jack Nitzsche - arrangement des chœurs sur (9)

## Charts et certifications

### Album
Charts
| Pays        | Durée du classement | Meilleure position | Date             |
| ----------- | ------------------- | ------------------ | ---------------- |
| Allemagne   | 5 semaines          | 3e                 | 15 janvier 1970  |
| Canada      | 24 semaines         | 4e                 | 17 janvier 1970  |
| États-Unis  | 44 semaines         | 3e                 | 27 décembre 1969 |
| France      | 58 semaines         | 1er                | 18 janvier 1970  |
| Italie      | -                   | 7e                 | 1970             |
| Norvège     | 20 semaines         | 2e                 | 28 février 1969  |
| Pays-Bas    | 12 semaines         | 1er                | 13 décembre 1969 |
| Royaume-Uni | 29 semaines         | 1er                | 20 décembre 1969 |

| Pays         | Durée du classement | Meilleure position | Date              |
| ------------ | ------------------- | ------------------ | ----------------- |
| Suède        | 2 semaines          | 37e                | 9 août 2007       |
| France       | 3 semaines          | 138e               | 21 janvier 2012   |
| Allemagne    | 1 semaine           | 63e                | 8 novembre 2019   |
| Belgique (W) | 5 semaines          | 128e               | 30 novembre 2019  |
| Belgique (V) | 1 semaine           | 112e               | 30 novembre 2019  |
| Espagne      | 2 semaines          | 64e                | 1er décembre 2019 |

Certifications
| Pays        | Ventes      | Certification | Date             |
| ----------- | ----------- | ------------- | ---------------- |
| Canada      | 100 000 +   | Platine       | 1er juillet 1978 |
| États-Unis  | 500 000 +   | Or            | 24 novembre 1969 |
| États-Unis  | 1 000 000 + | Platine       | 20 octobre 1989  |
| États-Unis  | 2 000 000 + | 2 × Platine   | 20 octobre 1989  |
| Royaume-Uni | 300 000 +   | Platine       | 2 juillet 1999   |